# شانون كين
شانون كين (بالإنجليزية: Shannon Kane)‏ هي عارضة وممثلة أمريكية، ولدت في 14 سبتمبر 1986 بكالامازو في الولايات المتحدة.

## أعمال

### أفلام
- (2009) نخبة بروكلين[3]
- (2012) ذا كولكشن

## وصلات خارجية
- شانون كين على موقع IMDb (الإنجليزية)
- شانون كين على موقع ألو سيني (الفرنسية)
- شانون كين على موقع أول موفي (الإنجليزية)
- شانون كين على موقع قاعدة بيانات الفيلم (الإنجليزية)
- شانون كين على موقع كينوبويسك (الروسية)